# Ochna leptoclada
Ochna leptoclada är en tvåhjärtbladig växtart som beskrevs av Daniel Oliver. Ochna leptoclada ingår i släktet Ochna och familjen Ochnaceae. Inga underarter finns listade i Catalogue of Life.